# Crazy Pineapple
Crazy Pineapple (ibland bara Pineapple) är en form av Hold 'em, som liknar en blandning av Texas Hold 'em och Omaha Hold 'em, där alla spelare tilldelas tre hålkort. Därefter följer en vanlig satsningsrunda varpå floppen (de tre första gemensamma korten) visas. En ny satsningsrunda följer, och det är här den andra stora skillnaden inträffar, ty nu måste alla i tur och ordning kasta ett av sina hålkort innan turn card (det fjärde gemensamma kortet) visas. Sedan följer reglerna precis som Texas Hold 'em då nu alla har två hålkort var.
Alltså efter turn card följer en ny satsningsrunda, sen visas river card (femte gemensamma kortet), en sista satsningsrunda följer och kvarvarande personer visar sina kort. Bäst pokerhand vinner efter att ha kombinerat de gemensamma korten på bordet med 0, 1 eller 2 av sina hålkort.